# آسکورا
آسکورا (به پرتغالی: Ascurra) یک شهرداری در برزیل است که در سانتا کاتارینا واقع شده‌است. آسکورا ۱۱۰٫۹۰۱ کیلومتر مربع مساحت و ۷٬۹۷۸ نفر جمعیت دارد و ۸۸ متر بالاتر از سطح دریا واقع شده‌است.